# Bistum Kakamega
Das Bistum Kakamega (lat.: Dioecesis Kakamegaensis) ist eine in Kenia gelegene römisch-katholische Diözese mit Sitz in Kakamega. Es umfasst die Countys Kakamega und Vihiga. 

## Geschichte
Papst Paul VI. gründete es mit der Apostolischen Konstitution Properamus et gestimus am 27. Februar 1978 aus Gebietsabtretungen des Bistums Kisumu und es wurde dem Erzbistum Nairobi als Suffragandiözese unterstellt.
Am 27. April 1987 verlor es einen Teil seines Territoriums an das Bistum Bungoma. Am 21. Mai 1990 wurde es Teil der Kirchenprovinz des Erzbistums Kisumu.

## Bischöfe von Kakamega
- Philip Sulumeti, 1978–2014
- Joseph Obanyi Sagwe, seit 2014